# Johann Habermann

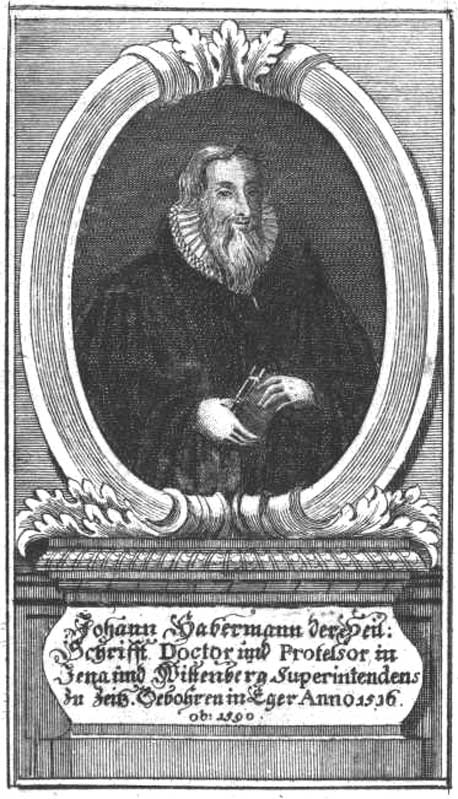
Johann Habermann

Johann(es) Habermann, auch Johann Avenarius (* 10. August 1516 in Eger; † 5. Dezember 1590 in Zeitz) war ein deutscher lutherischer Theologe, Erbauungsschriftsteller und Hebraist.

## Leben
Er war der Sohn von Lorenz Habermann und Martha, geb. Grifftl. 1540 kam Habermann nach Wittenberg, um Theologie zu studieren. Dort erwarb er sich am 4. August 1558 den akademischen Grad eines Magisters. In den nächsten zwei Jahrzehnten war er als Pfarrer in Kursachsen in Elsterberg, Plauen und von 1560 bis 1564 als Diakon am Dom in Freiberg tätig. 1564 nahm er eine Pfarrstelle in Falkenau bei Eger an, wurde am 17. März 1566 von Paul Eber als Diakon in Falkenau ordiniert und wechselte von dort 1573 als Professor an die Universität Jena. Er erhielt die Berufung aufgrund seiner intensiven Beschäftigung mit der hebräischen Sprache, seiner hebräischen Grammatik und seines hebräischen Wörterbuches. 1574 wurde er in Jena Doktor der Theologie, im nächsten Jahr Professor an der Universität Wittenberg (Leucorea) und schließlich 1576 Superintendent in Naumburg und Zeitz.
Als solcher nahm er an den Verhandlungen über die Einführung des Konkordienbuches teil. Ihm fiel die Aufgabe zu, als kurfürstlicher Kommissar 1581 das Konkordienbuch den Wittenberger Professoren zur Unterschrift vorzulegen. Als angesehener großer Gelehrter seiner Zeit, veröffentlichte er auch eine Reihe von Predigten, die jedoch bald vergessen waren. Dagegen fand sein Gebetbüchlein Christliche Gebet, für alle Not und Stende der gantzen Christenheit , ungewöhnlich starke Verbreitung. Im Verlauf von drei Jahrhunderten ist dieses Büchlein, das so sehr dem Bedürfnis in Nord- wie in Süddeutschland entsprach, in allen europäischen Sprachen immer wieder aufgelegt und als tägliches Erbauungsbuch benutzt worden. Das „Habermännle“ wurde zu einem Begriff.

## Werkauswahl
- Grammatica hebraica. Wittenberg 1570, 1575 und öfter
- Liber radicum sive Lexicon hebraicum. Wittenberg 1568, 1588
- Christliche Gebet, für alle Not vnd Stende der gantzen Christenheit, außgetheilet auff alle Tag inn der Wochen zu sprechen. 1565 und zahlreiche Auflagen und Übersetzungen bis in das 20. Jahrhundert (Ausgaben).
- Trostbüchlein für kranke, betrübte und angefochtene Christen. Wittenberg 1567 und öfter
- Vita Christi. Wittenberg 1580, T. II 1616